# Reprezentacja Wenezueli w piłce siatkowej kobiet
Reprezentacja Wenezueli w piłce siatkowej kobiet to narodowa reprezentacja tego kraju, reprezentująca go na arenie międzynarodowej.

## Sukcesy

### Mistrzostwa Ameryki Południowej
3.miejsce – 1985, 1987, 1993, 2001, 2007

## Udział i miejsca w imprezach

### Igrzyska Olimpijskie
| Rok  | Kraj           | Miejsce      |
| ---- | -------------- | ------------ |
| 1964 | Tokio          | brak udziału |
| 1968 | Meksyk         | brak udziału |
| 1972 | Monachium      | brak udziału |
| 1976 | Montreal       | brak udziału |
| 1980 | Moskwa         | brak udziału |
| 1984 | Los Angeles    | brak udziału |
| 1988 | Seul           | brak udziału |
| 1992 | Barcelona      | brak udziału |
| 1996 | Atlanta        | brak udziału |
| 2000 | Sydney         | brak udziału |
| 2004 | Ateny          | brak udziału |
| 2008 | Pekin          | 11. miejsce  |
| 2012 | Londyn         | brak udziału |
| 2016 | Rio de Janeiro | ?            |

### Mistrzostwa Ameryki Południowej
| Rok  | Kraj      | Miejsce      |
| ---- | --------- | ------------ |
| 1951 | Brazylia  | brak udziału |
| 1956 | Urugwaj   | brak udziału |
| 1958 | Brazylia  | brak udziału |
| 1961 | Peru      | brak udziału |
| 1962 | Chile     | brak udziału |
| 1964 | Argentyna | brak udziału |
| 1967 | Brazylia  | brak udziału |
| 1969 | Wenezuela | 4. miejsce   |
| 1971 | Urugwaj   | brak udziału |
| 1973 | Kolumbia  | 5. miejsce   |
| 1975 | Paragwaj  | brak udziału |
| 1977 | Peru      | 7. miejsce   |
| 1979 | Argentyna | 6. miejsce   |
| 1981 | Brazylia  | brak udziału |
| 1983 | Brazylia  | 4. miejsce   |
| 1985 | Wenezuela | 3. miejsce   |
| 1987 | Urugwaj   | 3. miejsce   |
| 1989 | Brazylia  | 4. miejsce   |
| 1991 | Brazylia  | 5. miejsce   |
| 1993 | Peru      | 3. miejsce   |
| 1995 | Brazylia  | 4. miejsce   |
| 1997 | Peru      | 4. miejsce   |
| 1999 | Wenezuela | 4. miejsce   |
| 2001 | Argentyna | 3. miejsce   |
| 2003 | Kolumbia  | brak udziału |
| 2005 | Boliwia   | 4. miejsce   |
| 2007 | Chile     | 3. miejsce   |
| 2009 | Brazylia  | 6. miejsce   |
| 2011 | Peru      | brak udziału |

### Igrzyska panamerykańskie
| Rok  | Miasto         | Miejsce      |
| ---- | -------------- | ------------ |
| 1955 | Meksyk         | brak udziału |
| 1959 | Chicago        | brak udziału |
| 1963 | San Paolo      | brak udziału |
| 1967 | Winnipeg       | brak udziału |
| 1971 | Cali           | brak udziału |
| 1975 | Meksyk         | brak udziału |
| 1979 | San Juan       | 7. miejsce   |
| 1983 | Caracas        | brak udziału |
| 1987 | Indianapolis   | brak udziału |
| 1991 | Hawana         | brak udziału |
| 1995 | Mar del Plata  | brak udziału |
| 1999 | Winnipeg       | brak udziału |
| 2003 | Santo Domingo  | 5. miejsce   |
| 2007 | Rio de Janeiro | brak udziału |
| 2011 | Guadalajara    | brak udziału |

### Igrzyska Ameryki Środkowej i Karaibów
| Rok  | Miasto                     | Miejsce      |
| ---- | -------------------------- | ------------ |
| 1935 | San Salvador               | ?            |
| 1938 | Panama                     | ?            |
| 1946 | Barranquilla               | 4. miejsce   |
| 1954 | Meksyk                     | ?            |
| 1959 | Caracas                    | 2. miejsce   |
| 1962 | Kingston                   | 5. miejsce   |
| 1966 | San Juan                   | 4. miejsce   |
| 1970 | Panama                     | 3. miejsce   |
| 1974 | Santo Domingo              | 6. miejsce   |
| 1978 | Medellín                   | brak udziału |
| 1982 | Hawana                     | 8. miejsce   |
| 1986 | Santiago de los Caballeros | 3. miejsce   |
| 1990 | Meksyk                     | 3. miejsce   |
| 1993 | Ponce                      | 3. miejsce   |
| 1998 | Maracaibo                  | 3. miejsce   |
| 2002 | San Salvador               | 2. miejsce   |
| 2006 | Cartagena de Indias        | 5. miejsce   |
| 2010 | Mayagüez                   | brak udziału |
| 2014 | Veracruz                   | ?            |